# Heyebo
Heyebo är en sjö i Kina. Den ligger i provinsen Zhejiang, i den östra delen av landet, omkring 35 kilometer norr om provinshuvudstaden Hangzhou. Heyebo ligger 4 meter över havet. Arean är 0,34 kvadratkilometer. Trakten runt Heyebo består till största delen av jordbruksmark. Den sträcker sig 1,0 kilometer i nord-sydlig riktning, och 0,7 kilometer i öst-västlig riktning.
Genomsnittlig årsnederbörd är 1 675 millimeter. Den regnigaste månaden är juni, med i genomsnitt 253 mm nederbörd, och den torraste är november, med 62 mm nederbörd.